# Phoradendron ramosissimum
Phoradendron ramosissimum är en sandelträdsväxtart som beskrevs av J. Kuijt. Phoradendron ramosissimum ingår i släktet Phoradendron och familjen sandelträdsväxter. Inga underarter finns listade i Catalogue of Life.